# 視博恩
視博恩，又名基督教廣播網（英語：Christian Broadcasting Network，简称CBN）是一個以電視為媒介的基督教福音組織，於1959年由Pat與Dede Robertson夫婦於美國創立。

## 製作的華語節目
- 《超時空祈禱室》（2006-2007，向亞洲電視購買節目播放時段，影音使團製作）
- 《星火飛騰》（2005-，向亞洲電視購買節目播放時段）
- 《一激音樂》（2007-，向亞洲電視購買節目播放時段）

## 外部連結
- （英文） CBN(視博恩)官方網站（页面存档备份，存于）
- 視博恩香港網站 （页面存档备份，存于）
- CBN(視博恩)亞洲(菲律賓)地區網站 （页面存档备份，存于）
  - （印尼文） CBN印尼網站：東南亞主力發展地區 （页面存档备份，存于）
  - CBN印度外展網站 （页面存档备份，存于）
- （西班牙文） CBN拉美地區網站 （页面存档备份，存于）
- CBN歐洲網站 （页面存档备份，存于）